# Vrije Vloer
De Vrije Vloer was een discotheek en popconcertzaal in Utrecht. In dit centrum ontstond de Urban Dance Squad.
De Vrije Vloer en tentoonstellingsruimte De Vrije Galerie werden rond 1980 opgericht in een gekraakte zaal onder parkeergarage Paardenveld. De stichting kreeg tijdelijke huurcontracten aangeboden maar ging in 1994 failliet. Het beheer werd overgenomen door stichting De Fraaie Vloer en de zaal ging verder onder de naam De Vloer. In 1995 moest de stichting het pand verlaten. 
Omdat de commissie cultuur van de gemeente van mening was dat De Vloer moest blijven bestaan, werd een nieuwe locatie gezocht maar dat duurde enkele jaren. In de tussentijd werden avonden georganiseerd in onder andere EKKO. In november 2000 betrok de stichting een voormalig depot van een museum aan de Helling, net buiten het centrum en nabij de Jutfaseweg. 
Na enkele jaren ging de stichting failliet en werd het pand overgenomen door Tivoli onder de naam Tivoli de Helling. De zaal aan het Paardenveld werd in 2008 opnieuw gekraakt en ingericht als Weggeefwinkel maar in datzelfde jaar weer ontruimd. In 2014, toen Tivoli opging in TivoliVredenburg, is de locatie Tivoli De Helling weer verzelfstandigd.